# 三好村 (新潟県)
三好村（みよしむら）は、かつて新潟県中魚沼郡にあった村。

## 沿革
- 1889年（明治22年）4月1日 - 町村制施行に伴い中魚沼郡上組村、中新田村、上新田村が合併し、三好村が発足。
- 1900年（明治33年）6月22日 - 中魚沼郡下組村と合併して、下条村となり消滅。